# Casa Cioculeștilor
Casa Cioculeștilor este un monument istoric aflat pe teritoriul municipiului Curtea de Argeș.

## Istoric și trăsături
Construită în 1851, are pivnița tăvănită cu grinzi puternice de stejar, o prispă generoasă și o distribuție simetrică a celor patru încăperi ale etajului în raport cu tinda. Construcția reprezintă un exemplu armonios și bine conservat, de arhitectură tradițională a clasei de mijloc.

## Imagini din exterior

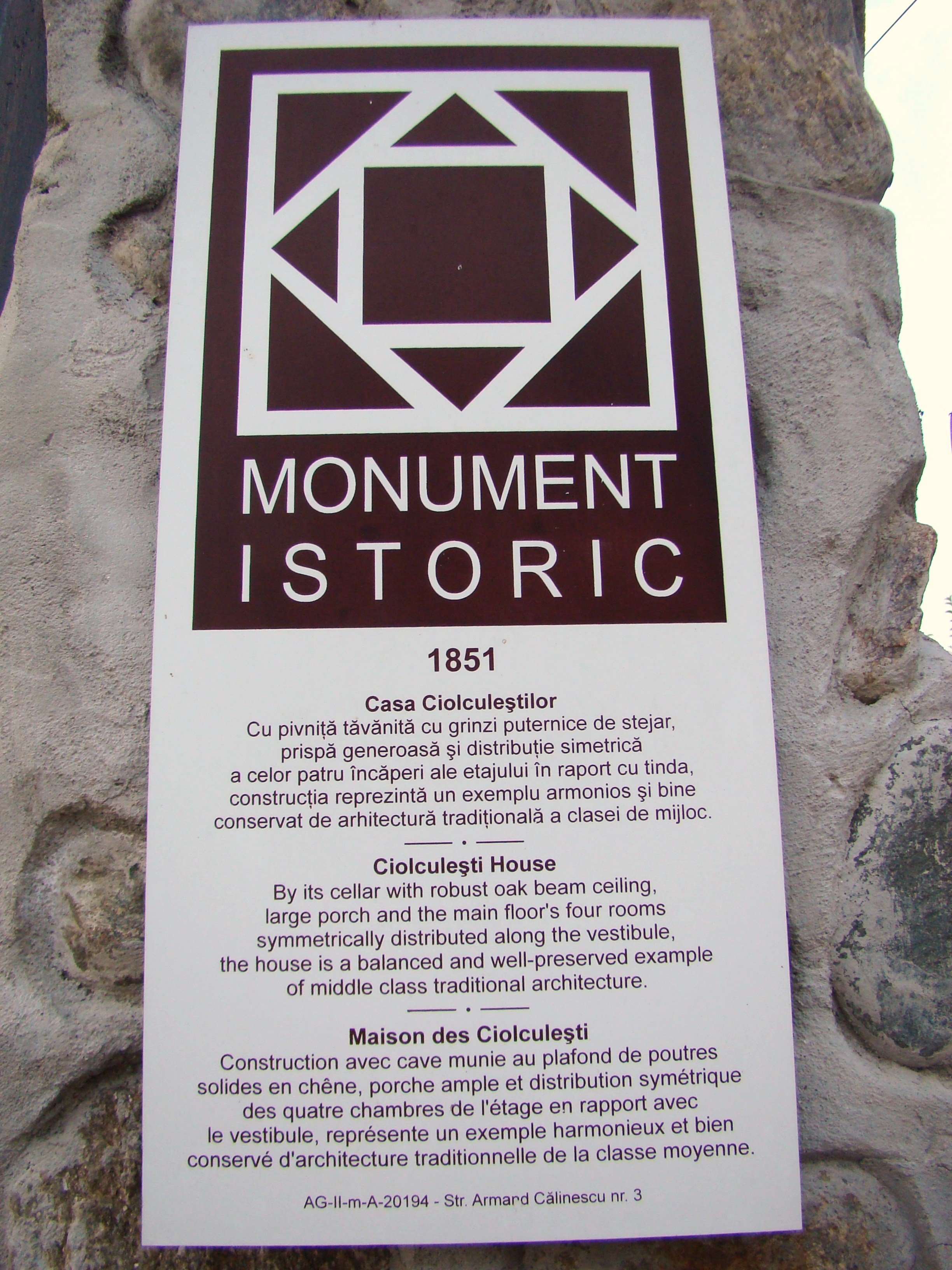
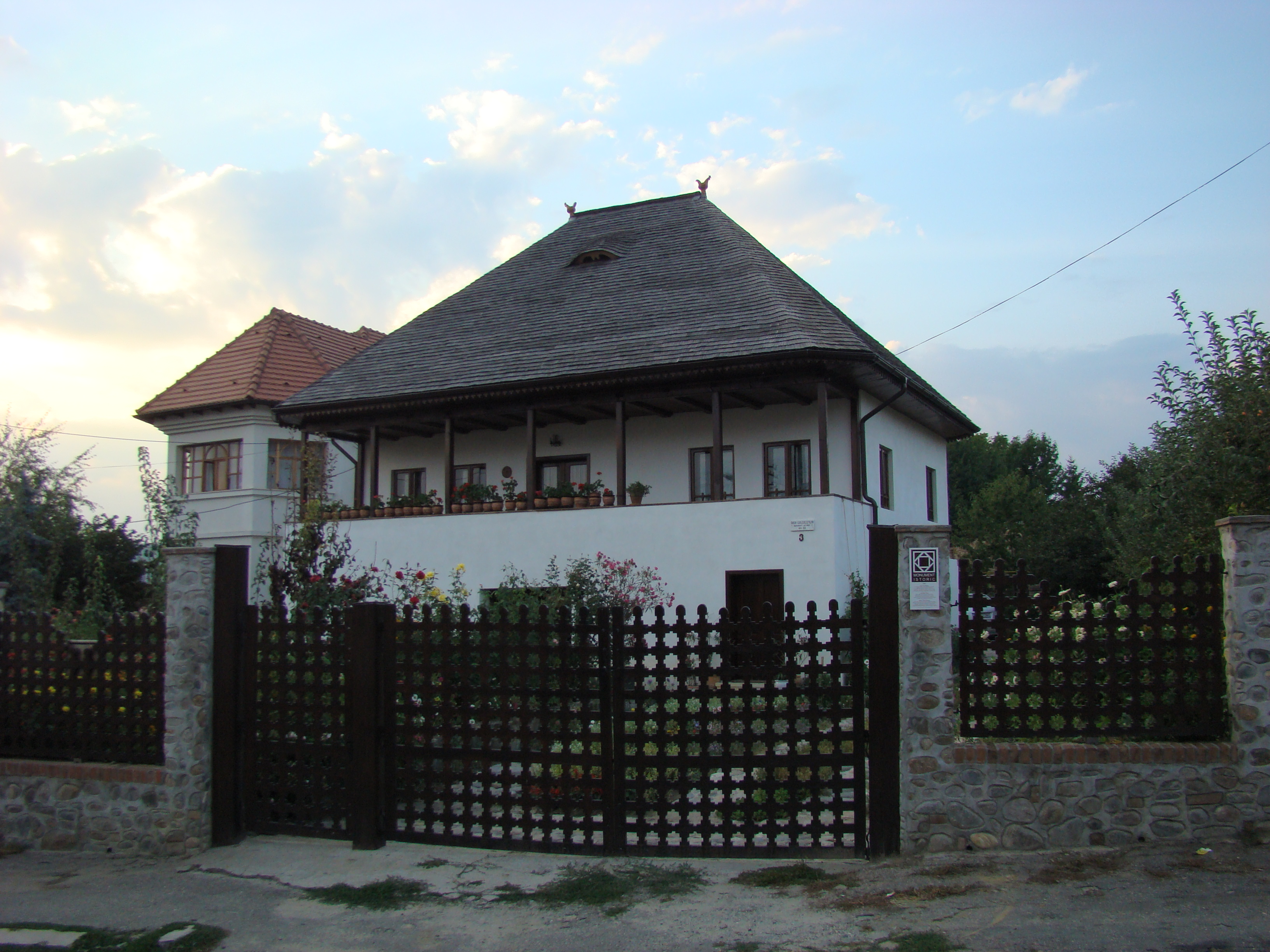
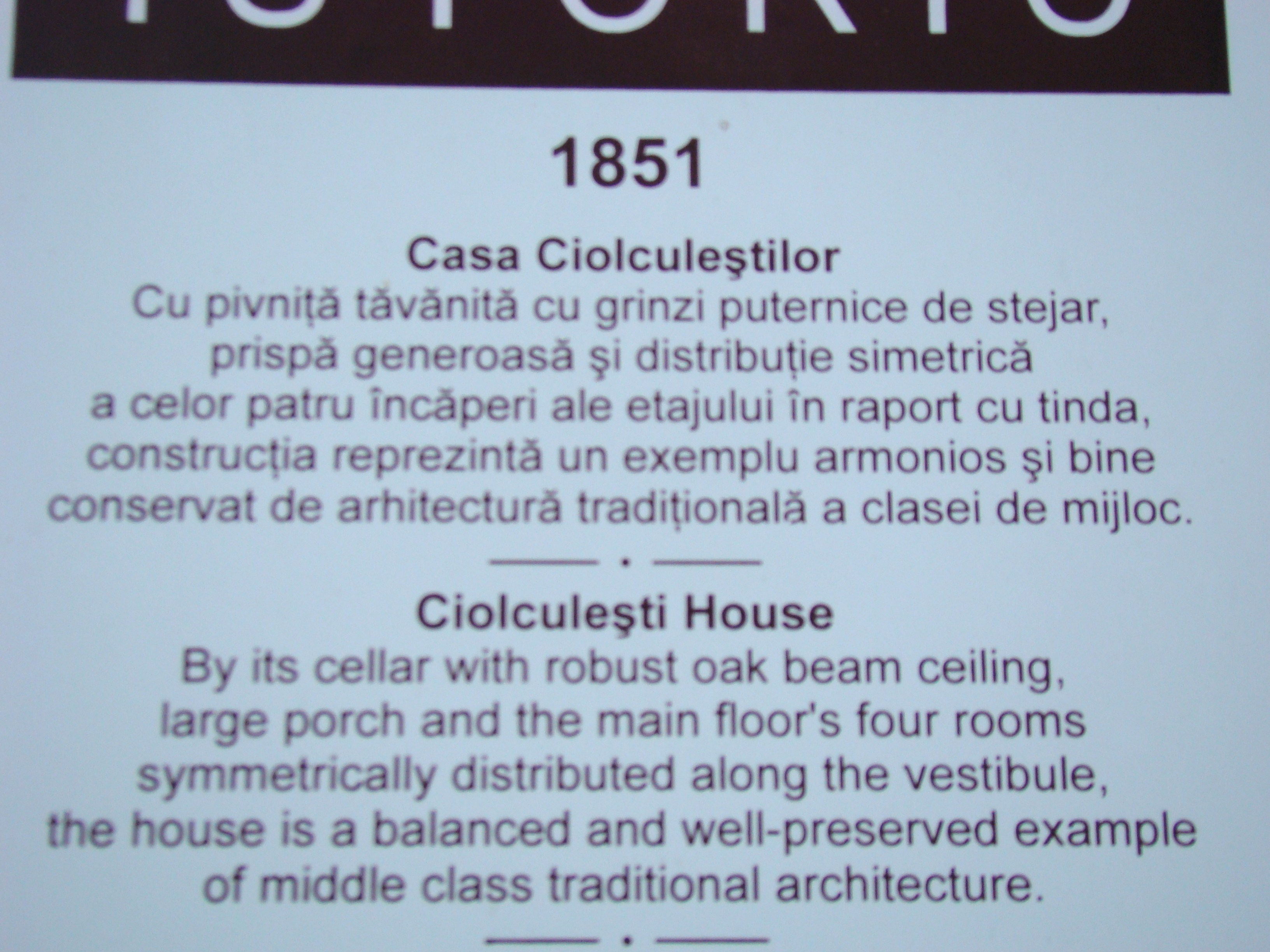

## Vezi și
- Curtea de Argeș